# Plešivica pri Žalni
Plešivica pri Žalni – wieś w Słowenii, w gminie Grosuplje. 1 stycznia 2017 liczyła 170 mieszkańców.